# Cryphia maderensis
Cryphia maderensis là một loài bướm đêm trong họ Noctuidae.